# Today (Angela Aki)
Today è il secondo album in studio della cantante giapponese Angela Aki, pubblicato nel 2007 in un'edizione limitata CD+DVD ed una solo CD. Sono state vendute 202 283 copie dell'album, che è rimasto in classifica per trenta settimane.

## Singoli
- Sakurairo (サクラ色; Cherry Blossom-colored) è il primo singolo estratto dall'album, uscito il 7 marzo 2007. Il brano è stato usato nello spot delle fotocamere Sony "Cyber-shot T-100".[2]
- Kodoku no Kakera (孤独のカケラ; Fragments of Solitude) è stato pubblicato il 23 maggio 2007 ed è servito come colonna sonora per la soap opera giapponese "Kodoku no Kake ~Itoshiki Hito yo~".[3]
- Tashika ni (たしかに; Surely) è l'ultimo singolo estratto, pubblicato l'11 luglio 2007. È stato utilizzato in uno spot della LISMO.[4]

### Altre canzoni
- On & On fa parte della colonna sonora del film giapponese "Inugami-ke no Ichizoku".[5]
- Again è stata usata come canzone del programma "Mezamashi Terebi" della Fuji Terebi.[6]

## Tracce

### CD[7]
1. Sakurairo (サクラ色; Cherry Blossom-colored) - 5:18
2. Again - 4:33
3. Today - 4:46
4. Ai no Uta (愛のうた; Love Song) - 6:01
5. Tashika ni (たしかに; Surely) - 4:58
6. Silent Girl - 3:47
7. Moral no Sōshiki (モラルの葬式; Funeral of Moral) - 5:46
8. Otome Gokoro (乙女心; Maiden Heart) - 4:16
9. One Melody - 5:34
10. Tomo no Shirushi (友のしるし; Symbol of Friendship) - 4:53
11. Kodoku no Kakera (孤独のカケラ; Fragments of Solitude) - 5:23
12. On & On - 4:55
13. Surrender - 5:22

### DVD[8]
1. Sakurairo (Videoclip)
2. Kodoku no Kakera -Special Version- (Videoclip)
3. Tashika Ni (videoclip)
4. Again (Live @ NHK Hall, 30/04/2007)
5. Sakurairo (Live @ NHK Hall, 30/04/2007)
6. Kodoku no Kakera (Live @ NHK Hall, 30/04/2007)
7. Sakurairo (Making of)
8. Kodoku no Kakera (Making of)
9. Tashika ni (Making of)
10. Documentario della registrazione di Today

## Classifiche
| Classifica                      | Posizione raggiunta |
| ------------------------------- | ------------------- |
| Giappone (Oricon Daily Charts)  | 1                   |
| Giappone (Oricon Weekly Charts) | 1                   |
| Giappone (Oricon Yearly Charts) | 64                  |
| World Albums Top 40             | 15                  |

## Date di Pubblicazione
| Nazione   | Data              | Formato    | Etichetta            |
| --------- | ----------------- | ---------- | -------------------- |
| Giappone  | 19 settembre 2007 | CD, CD+DVD | Sony Music Japan     |
| Hong Kong | 27 settembre 2007 | CD         | Sony Music Hong Kong |